# 豌豆

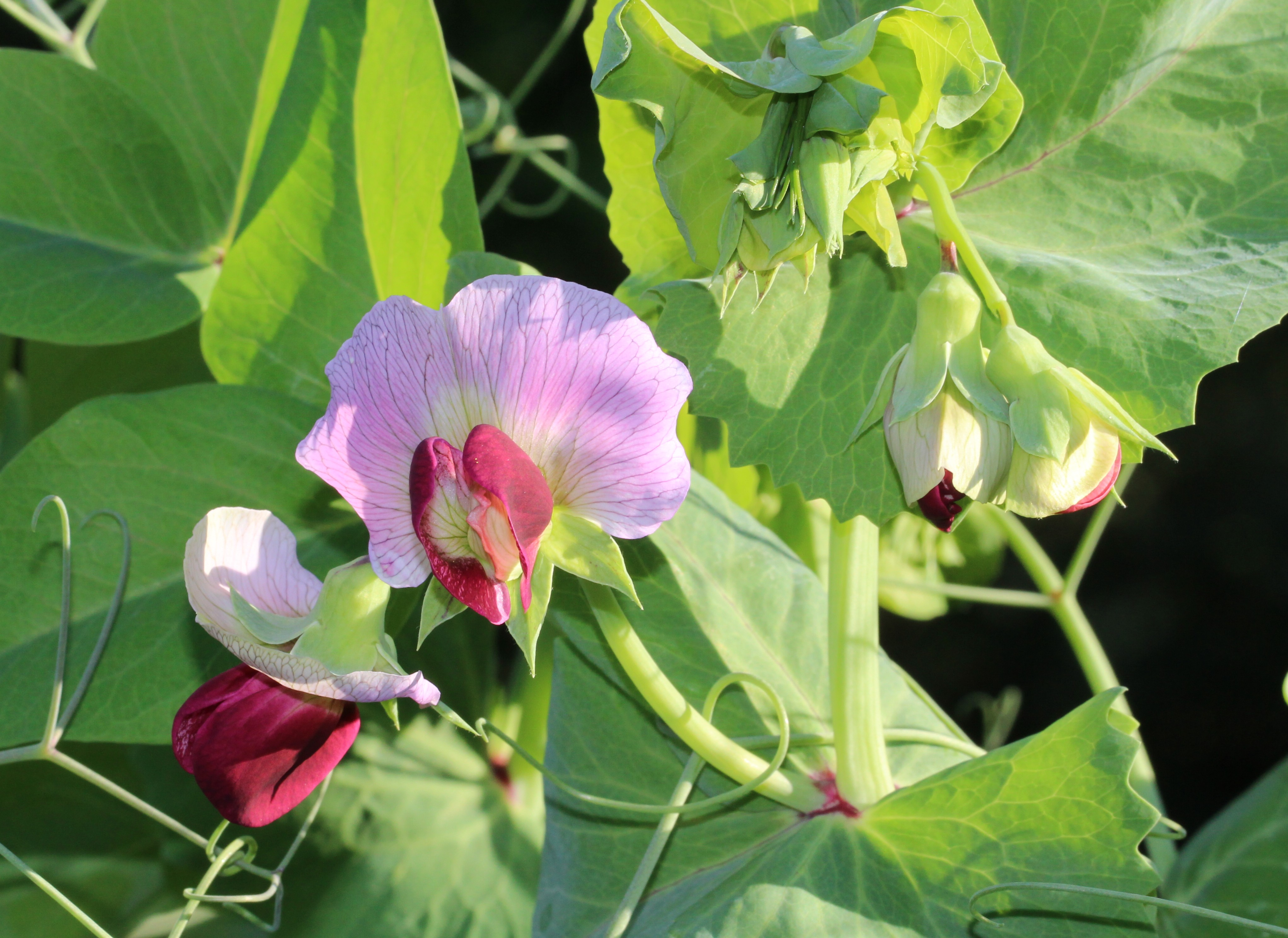
紫红色豌豆花

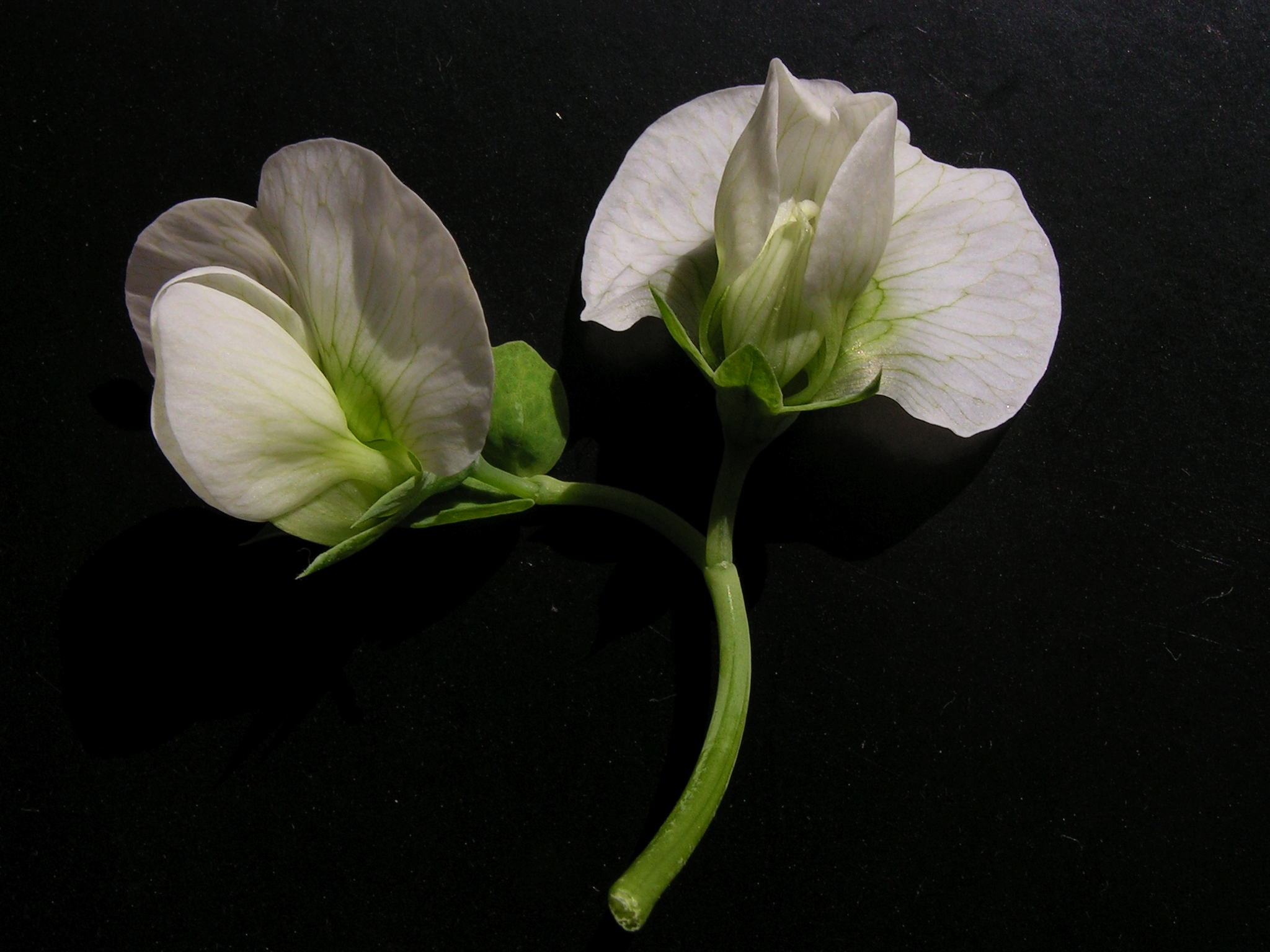
白色豌豆花

| 成分     | 含量    |
| -------- | ------- |
| 能量     | 340千焦 |
| 糖分     | 14.5克  |
| 脂肪     | 0.4克   |
| 维生素A  | 38微克  |
| 胡萝卜素 | 449微克 |
| 维生素B1 | 300微克 |
| 维生素B2 | 100微克 |
| 维生素B3 | 2.1毫克 |
| 维生素B5 | 100微克 |
| 维生素B6 | 200微克 |
| 维生素B9 | 65微克  |
| 维生素C  | 40毫克  |
| 维生素E  | 130微克 |
| 钙       | 25毫克  |
| 铁       | 1.5毫克 |
| 镁       | 33毫克  |
| 磷       | 108毫克 |
| 钾       | 244毫克 |
| 锌       | 1.2毫克 |

豌豆为豆科豌豆属一年生或二年生攀缘草本植物，是重要的粮食和蔬菜，别称胡豆、麦豆、寒豆、小寒豆、淮豆、麻豆、青小豆、青斑豆、留豆、金豆、回回豆、麦豌豆、雪豆、毕豆、麻累、国豆、馬豆等。

## 特征
一年或两年生缠绕草本，高90—180厘米，全体无毛。偶数羽状复叶，顶端卷须，托叶呈卵形。花白色或紫红色、单生或1—3朵排列成总状腋生，花柱内侧有须毛，闭花授粉，花瓣蝴蝶形。荚果长椭圆形或扁形，根据内部有无内层革质膜及其厚度分为软荚及硬荚。种子可呈圆形圆柱形、椭圆、扁圆、凹圆形，每荚2—10颗，多为青绿色，也有黄白、红、玫瑰、褐、黑等颜色的品种。可根据表皮分为皱皮及圆粒，干后变为黄色。根上生长着大量侧根，主根、侧根均有根瘤。因其性状多样且为闭花授粉，孟德尔将其作为遗传因子实验的作物。

## 分类
豌豆曾经有许多亚种和变种，但这些种下分类单位大多是多系群，因此在分类学上是没有意义的。目前广为接受的有两个亚种：
- 豌豆原亚种即栽培豌豆，为单系群。[3]
- 野生豌豆分布于地中海地区和西亚，为并系群。[5]

豌豆整个物种（包括栽培豌豆和野生豌豆）是一个并系群，但它和阿比西尼亚豌豆一起构成一个单系群。阿比西尼亚豌豆是埃塞俄比亚和也门特产的豌豆属栽培种。虽然阿比西尼亚豌豆与豌豆存在生殖隔离，但分子生物学研究表明阿比西尼亚豌豆和栽培豌豆是从野生豌豆的不同基因池独立驯化而来的两个单系群。

## 栽培群
栽培的豌豆主要有以下几个栽培群：

### 粮用豌豆
粮用豌豆，闽南语地区俗称番仔豆。其豆荚内侧具有坚硬的纸质内皮，因此属于硬荚豌豆（英語：shelling pea）。粮用豌豆淀粉含量较高，蔗糖含量较低，大多数品种成熟后种皮平滑，通常取其成熟豆粒作为粮食、饲料或制成各种零食（如各种口味的青豌豆），也可以用来发豌豆苗或磨成豌豆面粉。
粮用豌豆主要有五类：
- 麻豌豆也叫灰豌豆（英語：maple pea, speckled pea, carlin pea, grey pea），种皮灰褐色且带有麻斑，豆瓣黄色。颜色偏红的麻豌豆在日本用于制作蜜豆。
- 褐豌豆（英語：dun pea）种皮呈各种褐色（青褐色、红褐色、黄褐色、乳褐色等）但没有麻斑，表面可能会有一些小浅坑；豆瓣黄色。
- 白豌豆（英語：white pea）也叫黄豌豆（英語：yellow pea），种皮乳白色，豆瓣黄色，豆粒圆形。去皮后可用于制作豌豆黄。
- 绿豌豆（英語：green pea）也叫青豌豆、蓝豌豆（英語：blue pea），种皮浅蓝绿色，豆瓣绿色，豆粒圆形。
- 方绿豌豆（英语：marrowfat peas）类似绿豌豆，但是豆粒更大且呈不规则方形，常用于制作豌豆泥（英语：mushy peas）。[13]

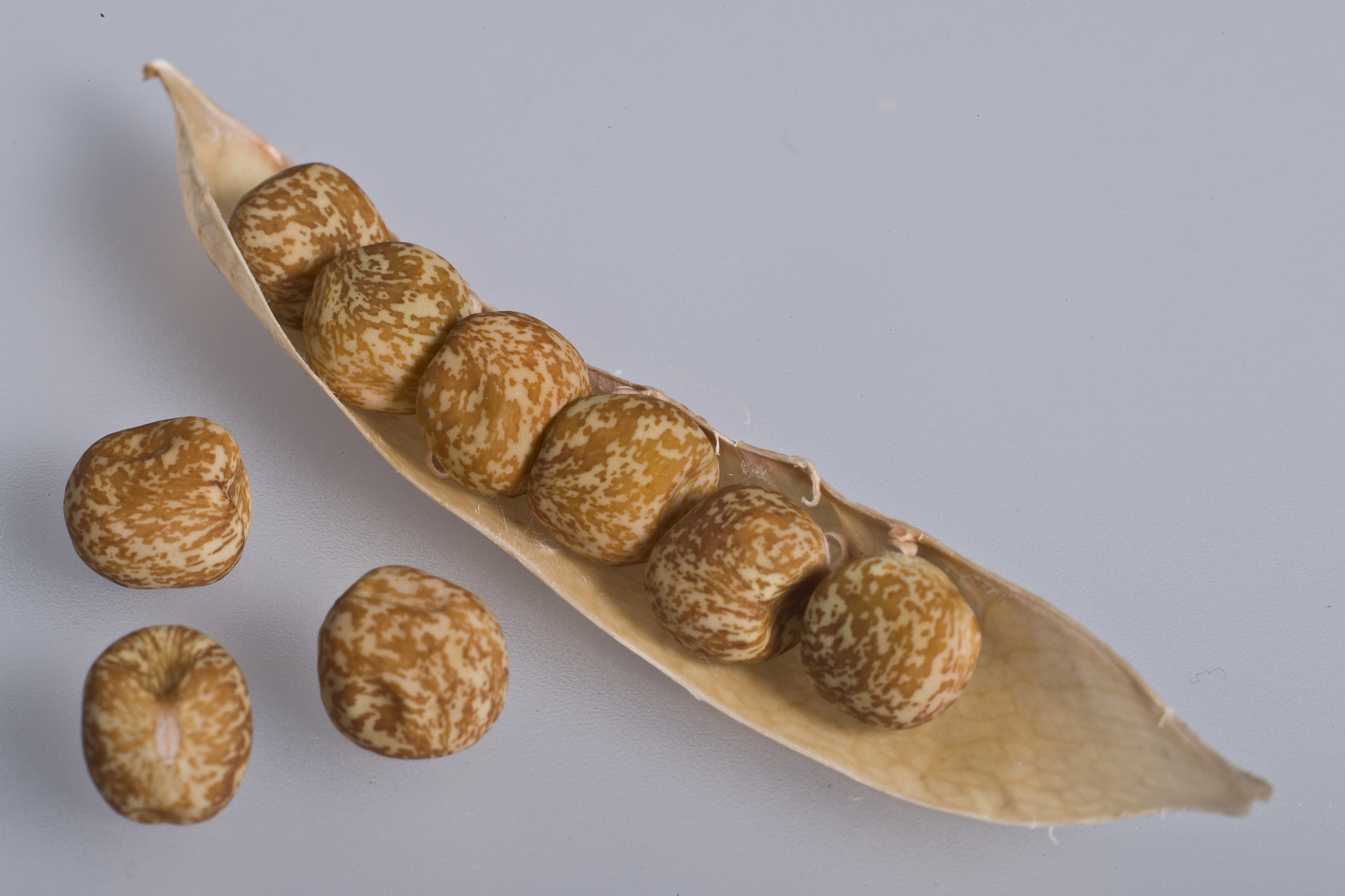
麻豌豆
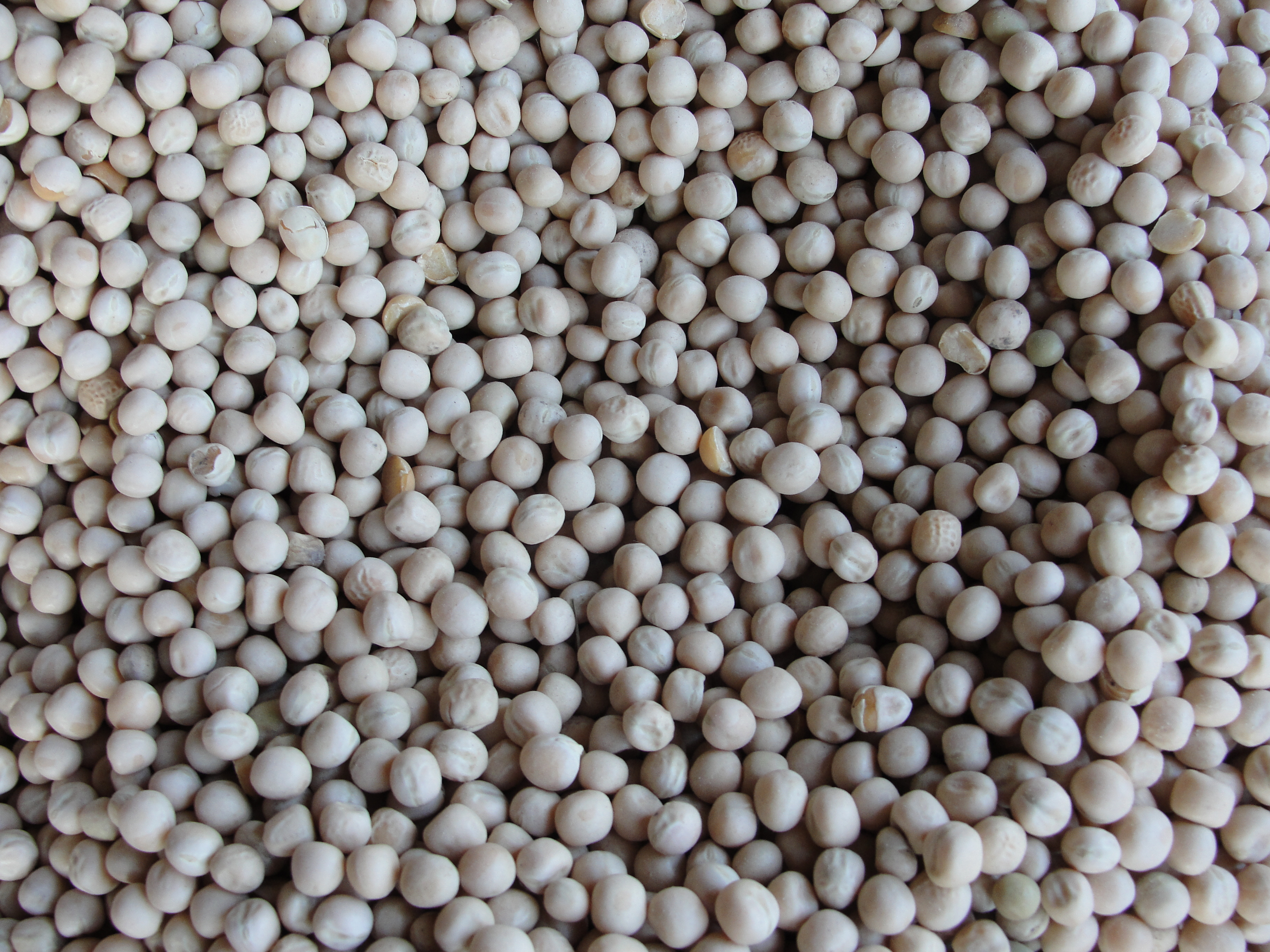
白豌豆（黄豌豆）
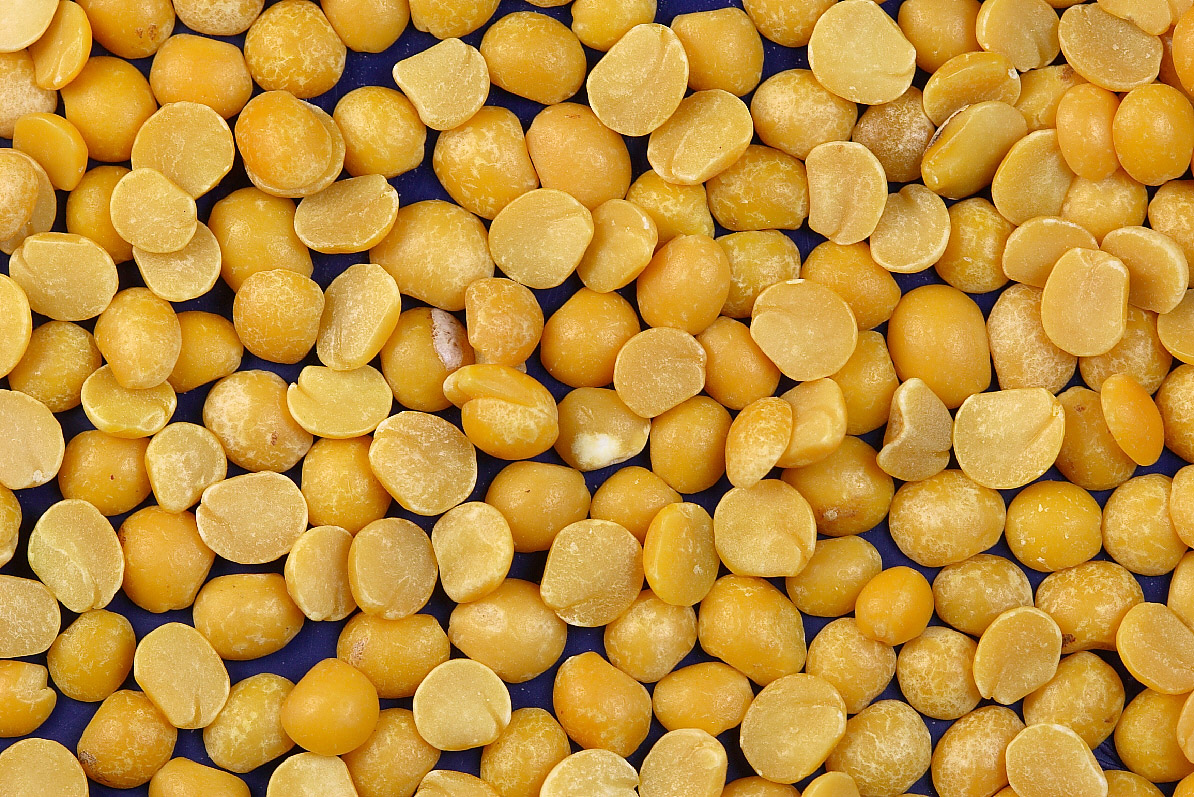
去皮黄豌豆
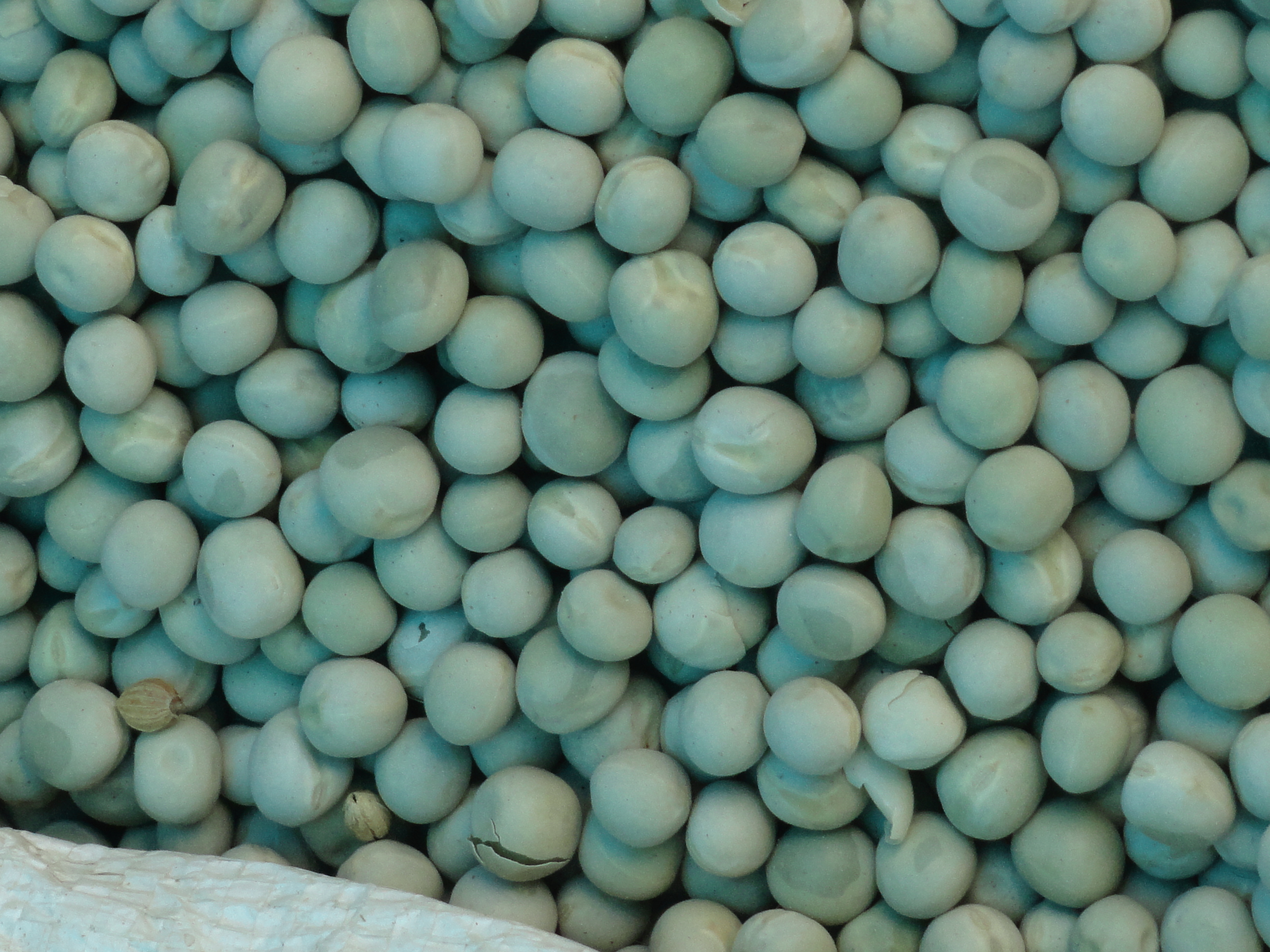
绿豌豆
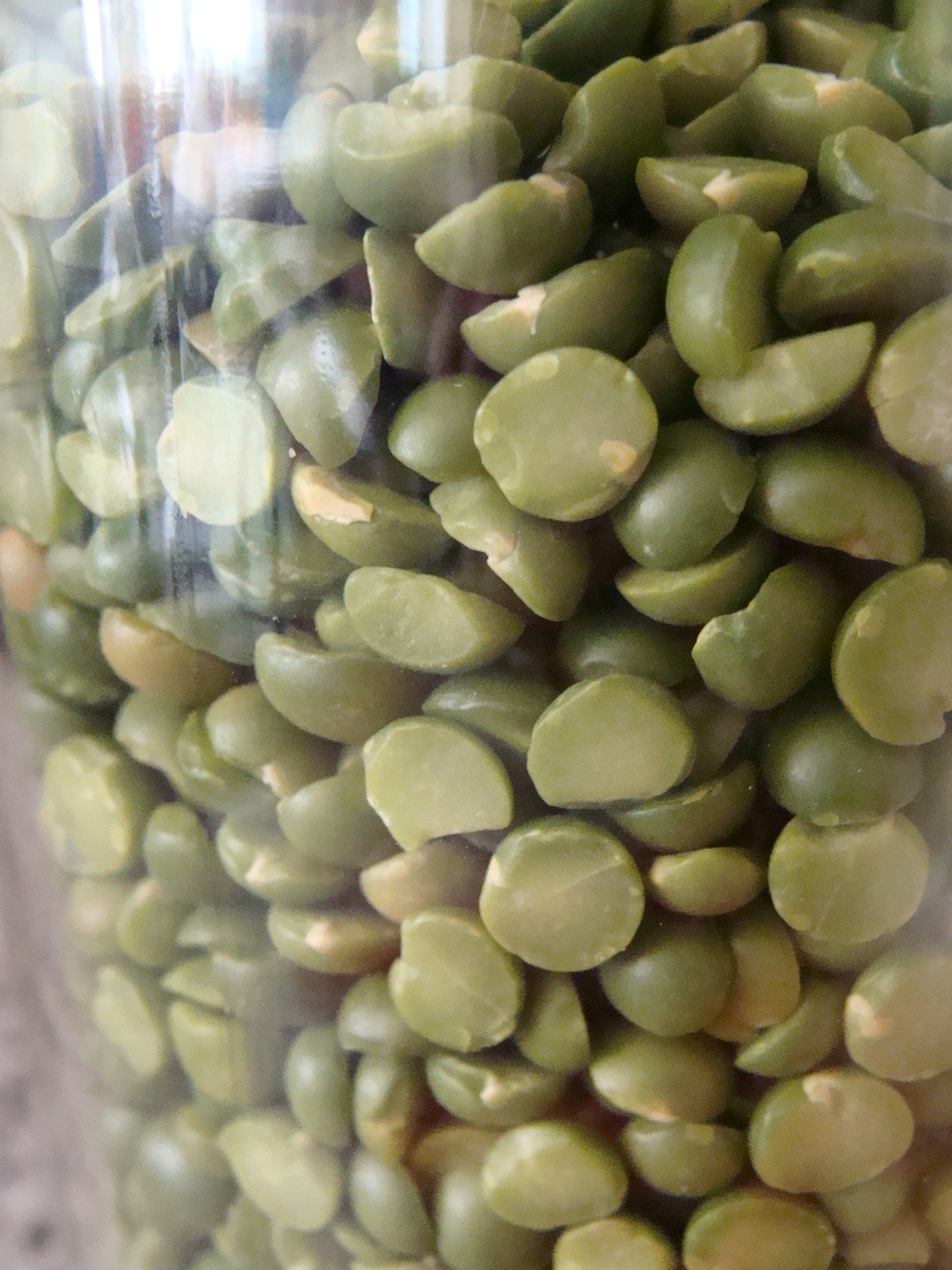
去皮绿豌豆

### 食粒菜豌豆
食粒菜豌豆亦属于硬荚豌豆。食粒菜豌豆蔗糖含量较高，淀粉含量较低，大多数品种成熟后种皮皱缩，这些性状是由于淀粉分支酶基因被一段转座子插入从而影响了淀粉合成。因为这些特性，食粒菜豌豆比粮用豌豆更甜，通常取其未成熟（未发皱）的豆粒作为蔬菜食用。新鲜豌豆必须尽快食用或冷冻保存，否则蔗糖会向淀粉转化导致风味口感变粉。

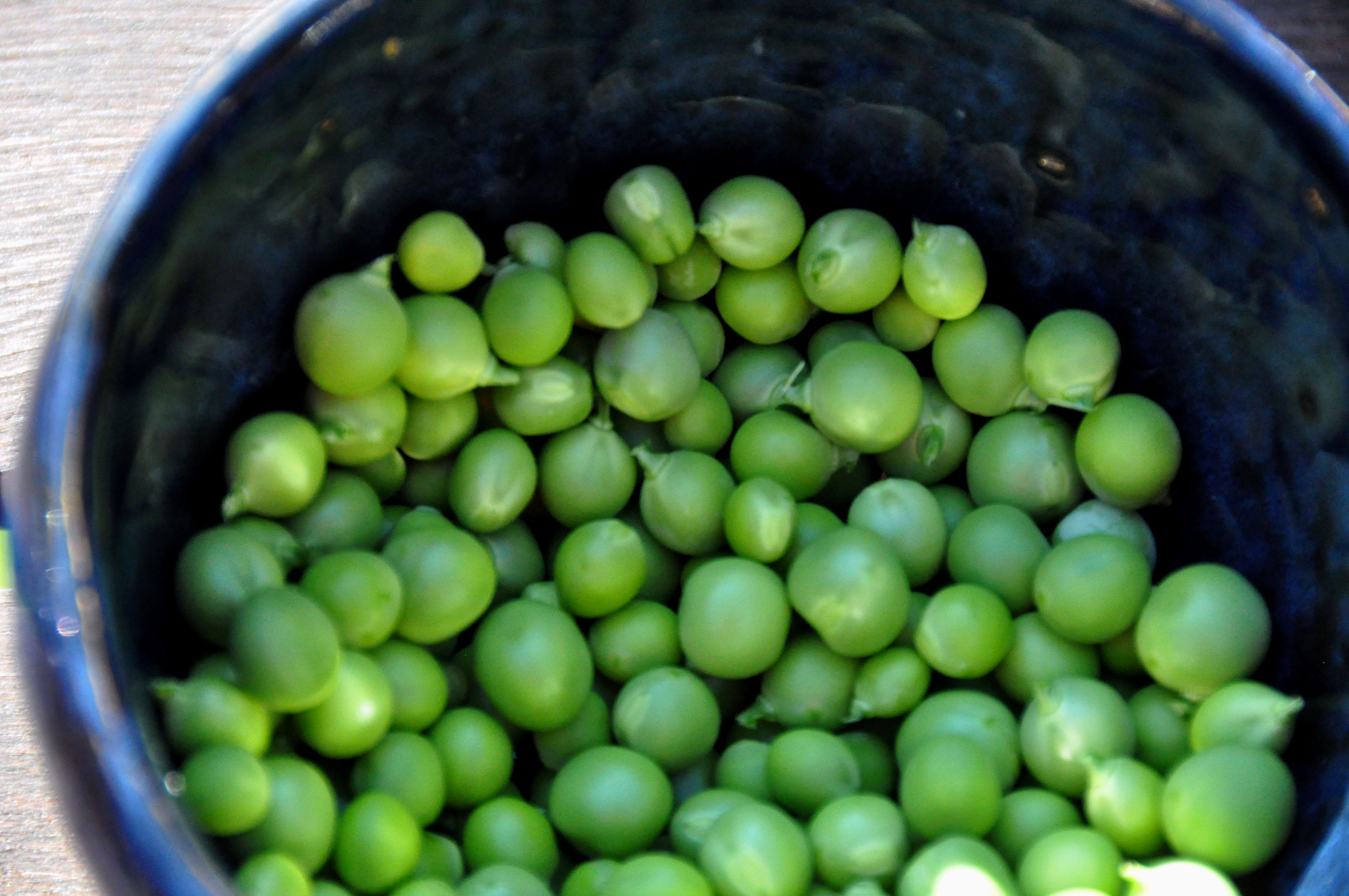
新鲜的食粒菜豌豆
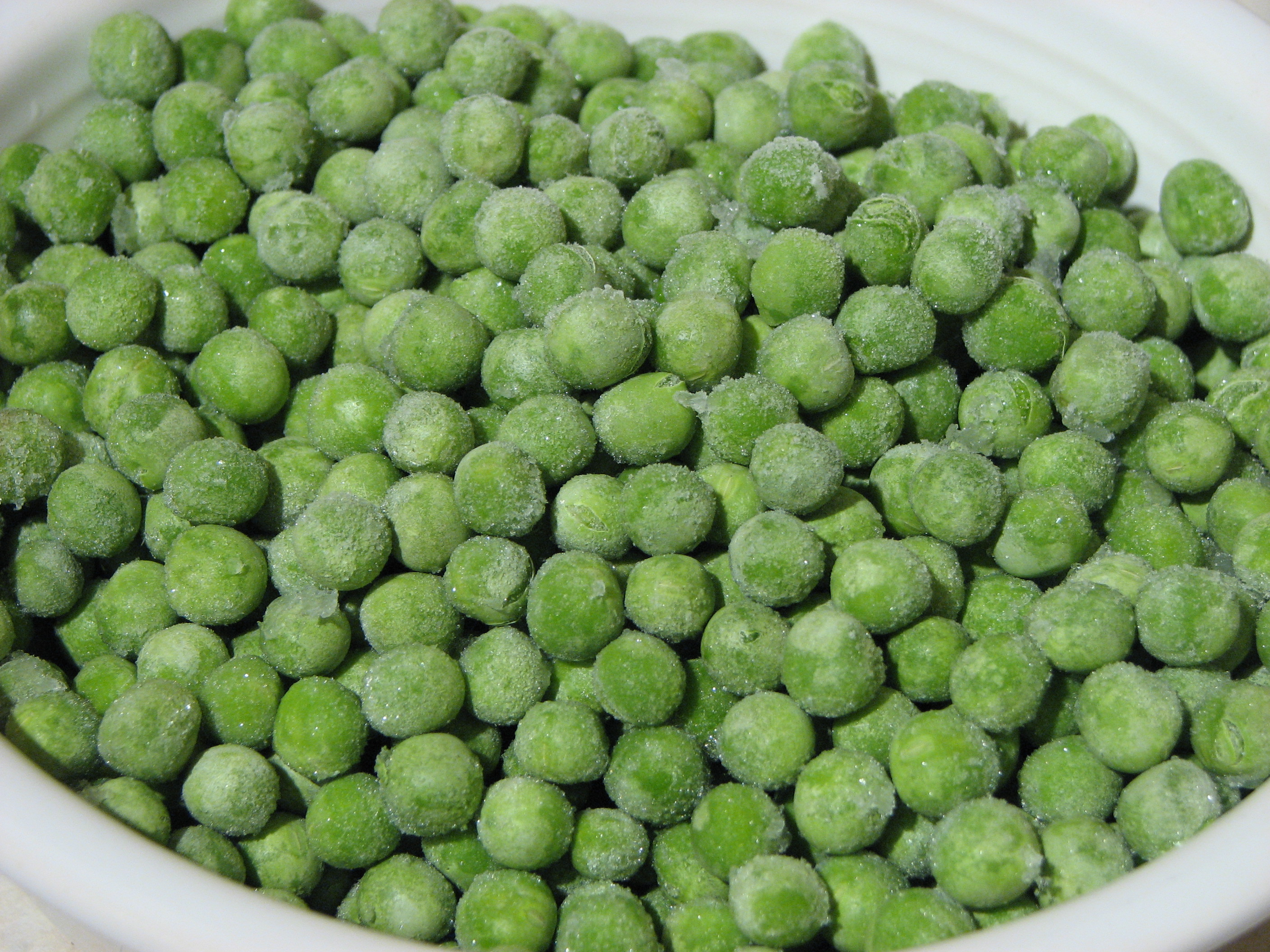
冷冻的食粒菜豌豆
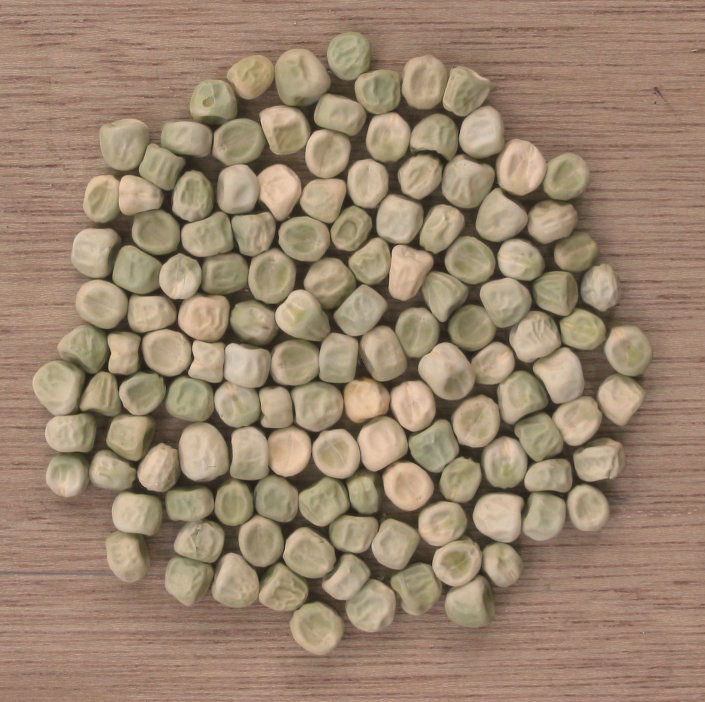
成熟的食粒菜豌豆

### 食荚菜豌豆
食荚菜豌豆亦称糖荚豌豆（英語：sugar pea），豆荚无纸质内皮，属于软荚豌豆，所以取其未成熟的豆荚和豆粒一起作为蔬菜食用。食荚菜豌豆可分为两类：
- 荷蘭豆（英語：snow pea）荚皮松薄，豆荚扁平。[15]
- 甜脆豆（英語：sugar snap pea），也叫脆豌豆（英語：snap pea），荚皮厚实，豆荚圆肿。[16]

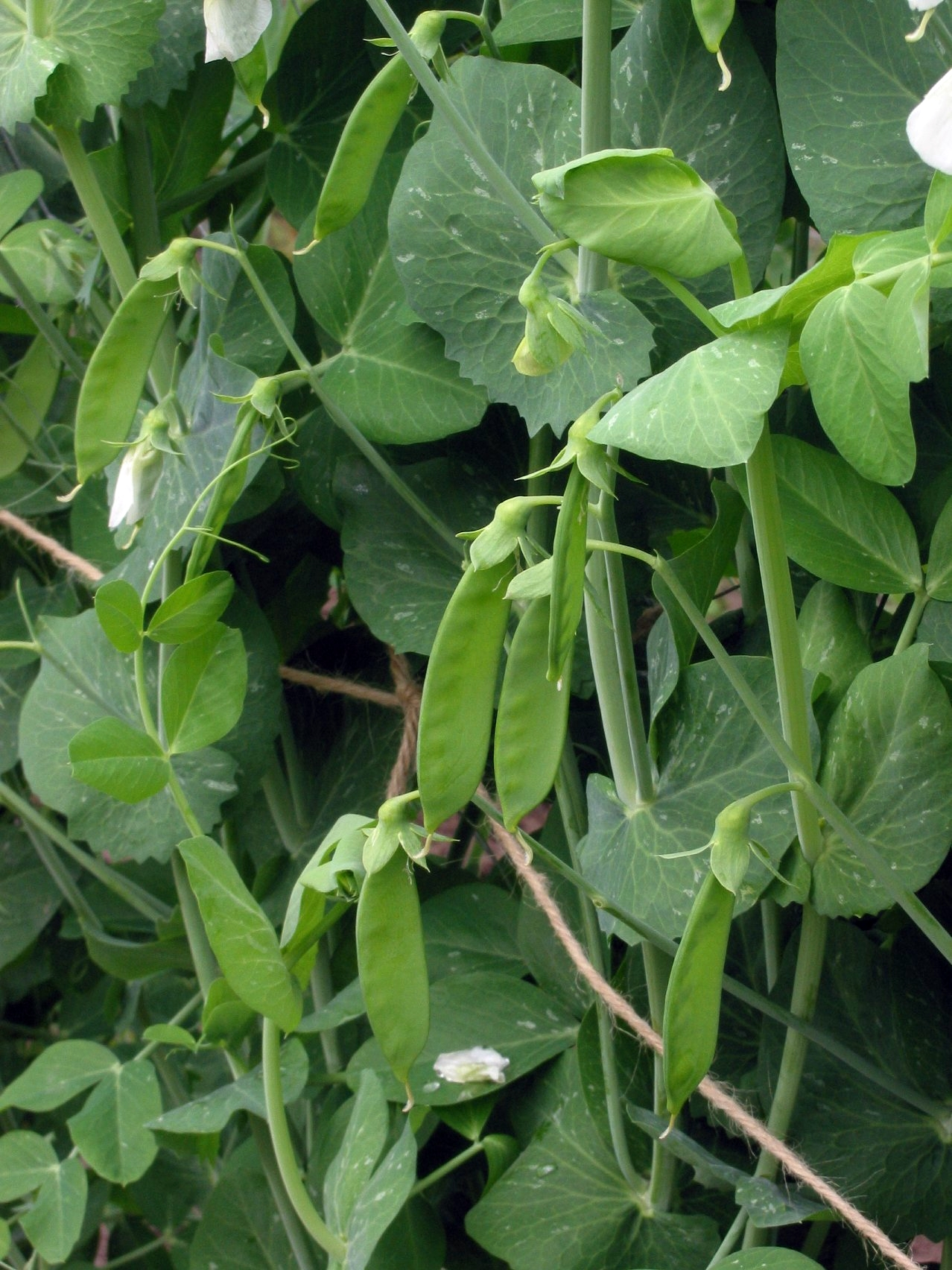
荷兰豆
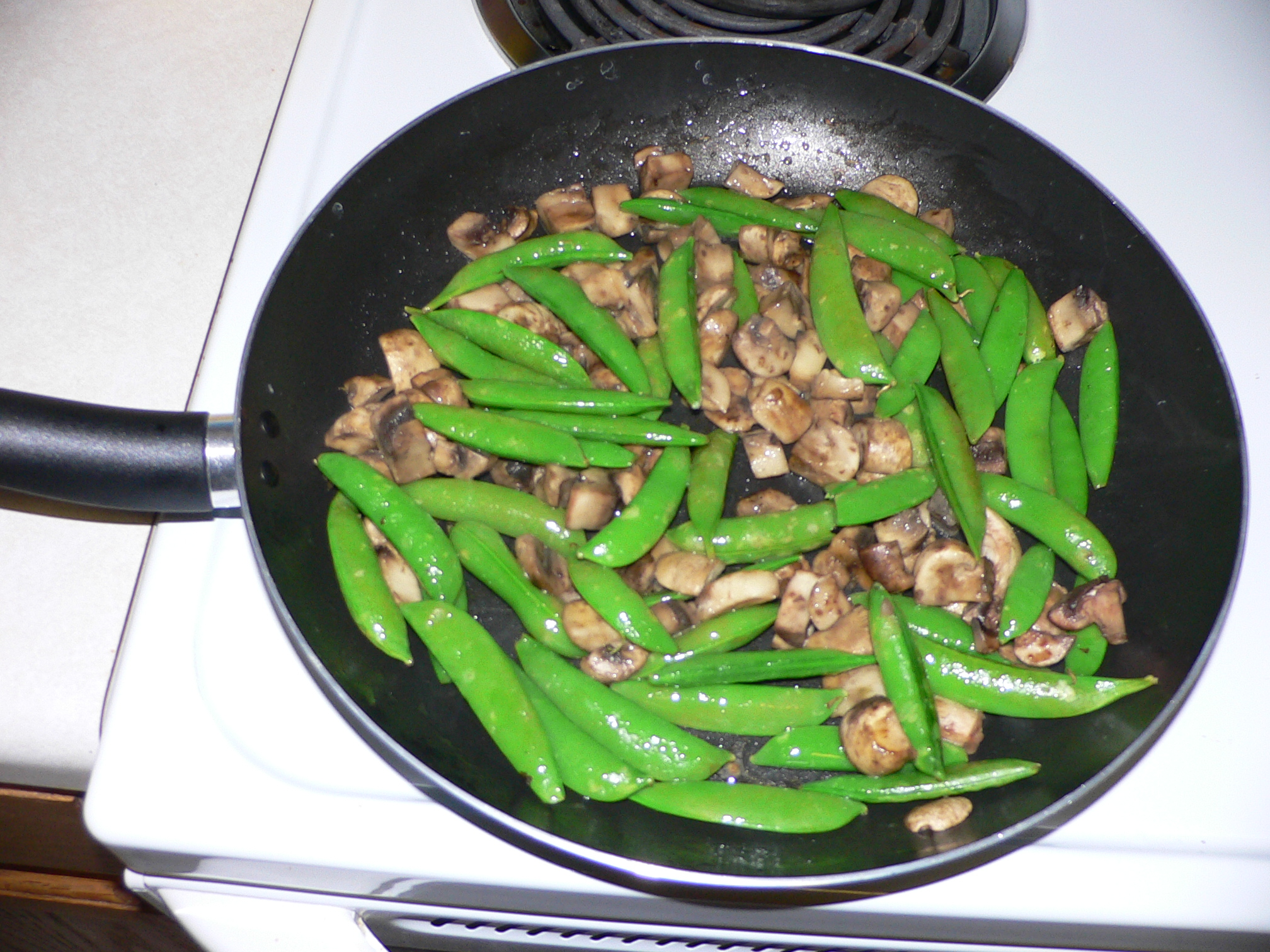
甜脆豆

## 种植

世界豌豆產量

豌豆能够在贫瘠土地中生长，喜欢凉湿气候，春播在2月中旬左右，秋播在10月中旬为宜。可与玉米、桑树、果树、烟草等多种作物套种，但不宜连续在同一地点栽培。播种前需要用冷水浸泡种子，施加氮肥有利于茎叶生长，促进豌豆苗繁茂，结荚时尤其需要浇水。当植株高度达到30厘米左右即可搭架供其攀爬。花期时容易发生霜霉病、角斑病、豌豆花叶病。虫害有蚜虫、潜叶蝇、豌豆象等；收获时一般分批多次采摘。
食豆品种的产量可达每公顷3.2吨乾豆，食荚品种可达每公顷16吨鲜荚，专用食苗品种可多次收获，累计产量可达每公顷12.8吨嫩梢。

## 用途
豌豆是一种常见的豆类食品，其种子味道鲜甜，可单独烹制也可与其他食材搭配烹饪，还可做成罐头食用。浸泡捣烂后种子作为豌豆泥可用来制豌豆糕、豌豆饼。油炸后的豌豆种可作为休闲食品，乾后的种子也可制作淀粉。荷兰豆与甜脆豆的豆荚可以食用。豌豆苗也可采摘食用，称为“豌豆尖”，因其蔓延的形状，它在有些地方被称作“龙须菜”。茎叶也可用作牲畜饲料。由于花朵美丽，也作为观赏植物。

## 延伸阅读
[在维基数据编辑]
 《植物名實圖考·豌豆》，出自吳其濬《植物名實圖考》

## 外部連結
- 豌豆 Wandou（页面存档备份，存于） 藥用植物圖像資料庫 (香港浸會大學中醫藥學院) （繁體中文）（英文）

Template:主要经济作物